# الزعيم الجيد
الزعيم الجيد هو فيلم كوميدي إسباني من إخراج وتأليف فرناندو ليون دي أرانوا وبطولة خافيير باردم ومانولو سولو.

## روابط خارجية
الزعيم الجيد على موقع IMDb (الإنجليزية)
- الزعيم الجيد على موقع ميتاكريتيك (الإنجليزية)
- الزعيم الجيد على موقع روتن توميتوز (الإنجليزية)
- الزعيم الجيد على موقع قاعدة بيانات الأفلام العربية
- الزعيم الجيد على موقع ألو سيني (الفرنسية)
- الزعيم الجيد على موقع أول موفي (الإنجليزية)
- الزعيم الجيد على موقع فيلمافينيتي (الإسبانية)
- الزعيم الجيد على موقع قاعدة بيانات الأفلام السويدية (السويدية)
- الزعيم الجيد على موقع قاعدة بيانات الفيلم (الإنجليزية)
- الزعيم الجيد على موقع ليتربوكسد (الإنجليزية)